# Миллер, Уолтер Майкл
Уолтер Майкл Миллер младший (23 января 1923 — 9 января 1996) — американский писатель-фантаст. Он известен прежде всего по единственному опубликованному при жизни писателя роману «Гимн Лейбовицу». До публикации «Гимна Лейбовицу» он был плодовитым писателем коротких рассказов.
Большое влияние на творчество Миллера оказало его участие во Второй мировой войне, где он в составе экипажа бомбардировщика совершил 55 боевых вылетов над Италией.

### Циклы произведений

#### Святой Лейбовиц
Гимн Лейбовицу (A Canticle for Leibowitz) (1960)
- Да будет Человек / Fiat Homo (A Canticle for Leibowitz) (1955)
- Да будет Свет / Fiat Lux (And the Light Is Risen) (1956)
- Да будет Воля Твоя  / Fiat Voluntas Tua (The Last Canticle) (1957)

Святой Лейбовиц и "Дикая Лошадь" / Saint Leibowitz and the Wild Horse Woman (1997) (Соавтор — Терри Биссон)

### Романы
- 1960 Гимн Лейбовицу / A Canticle for Leibowitz
- 1997 Святой Лейбовиц и "Дикая Лошадь" / Saint Leibowitz and the Wild Horse Woman

### Повести и рассказы

#### 1950
MacDoughal’s Wife

#### 1951
- The Little Creeps
- Secret of the Death Dome
- The Song of Vorhu
- Лишенные души / The Soul-Empty Ones
- Темное благословение / Dark Benediction
- Izzard and the Membrane
- Ведьма из Космоса / The Space Witch

#### 1952
- Банк крови / Blood Bank
- Gravesong
- Conditionally Human
- Anybody Else Like Me? [= Command Performance]
- Dumb Waiter
- Нет Луны для Меня / No Moon for Me
- Большой Голод / The Big Hunger
- Let My People Go
- Горькая победа / Bitter Victory
- It Takes a Thief
- Холодное пробуждение / Cold Awakening
- Six and Ten Are Johnny
- Большой Джо и энное поколение / Big Joe and the Nth Generation

#### 1953
- The Yokel
- Волчья стая / Wolf Pack
- Шах и Мат / Check and Checkmate
- Я, Мечтатель / I, Dreamer
- Crucifixus Etiam
- The Sower Does Not Reap

#### 1954
- Я сотворил тебя / I Made You
- Завещание / The Will
- Смерть Астронавта / Death of a Spaceman
- Way of a Rebel
- Memento Homo
- The Ties that Bind

#### 1955
- The Hoofer
- Первая Песнь / The First Canticle
- Дарстеллер / Darfsteller
- Fiat Homo / Fiat Homo [= Гимн Лейбовичу / A Canticle for Leibowitz]
- You Triflin' Skunk! [= The Triflin’ Man]

#### 1956
- Да будет Свет / Fiat Lux (And the Light Is Risen)
- The Song of Marya
- The Lineman
- Fiat Voluntas Tua / Fiat Voluntas Tua (The Last Canticle)
- Vengeance for Nikolai
- God is Thus (вошла в «Святой Лейбовиц и Дикая Лошадь»)

### Сборники

#### 1962
Conditionally Human

#### 1965
The View from the Stars